# Pipizella cantabrica
Pipizella cantabrica är en tvåvingeart som beskrevs av Claussen 1991. Pipizella cantabrica ingår i släktet rotlusblomflugor, och familjen blomflugor.
Artens utbredningsområde är Spanien. Inga underarter finns listade i Catalogue of Life.